# Pietro di Miso
Pietro di Miso (anche di Mizo) (Roma, ... – 7 luglio 1182) è stato un cardinale italiano.

## Biografia
Di nobile famiglia romana, era imparentanto con un futuro cardinale Alessio, nominato nel 1188.
Fu creato cardinale-diacono di Sant'Eustachio da papa Adriano IV nel concistoro del febbraio/marzo del 1158. Sottoscrisse le bolle papali emesse tra il 2 aprile 1158 e il 30 luglio 1159, tra il 26 febbraio 1161 e il 27 luglio 1165. Partecipò al conclave del 1159, in cui fu eletto papa Alessandro III.
Tra il 1159 e il  1168 fu per ben tre volte legato in Ungheria e in Dalmazia. Nelle prime due riuscì ad ottenere il riconoscimento e il rafforzamento all'obbedienza a papa Alessandro III; nella terza l'ordine delle condizioni ecclesiastiche del regno.
Nel 1164 fu in Sardegna, dove tentò di portare i Camaldolesi dell'Italia settentrionale al riconoscimento del papa. In seguito tra il 1165 e il 1166 opto per l'ordine dei cardinali presbiteri e il titolo di San Lorenzo in Damaso.
Sottoscrisse le bolle papali emesse tra l'11 novembre 1166 e il 17 luglio 1174; tra il 18 giugno e il 7 luglio 1182. Mantenne strette relazioni con l'Inghilterra e con la corte inglese.